# West-Pahari-Sprachen
Die West-Pahari-Sprachen oder Himachali-Sprachen sind eine unter dem ISO-639-2-Code [him] geführte Sprachfamilie, der als Zweig neben den Pandschabi-Sprachen einschließlich Lahnda sowie den Sindhi-Sprachen das Nordwestindische darstellt. Der Name Himachali-Sprachen weist darauf hin, dass diese Sprachen insbesondere im nordwestindischen Bundesstaat Himachal Pradesh gesprochen werden, während West-Pahari-Sprachen abbildet, dass diese Sprachgruppe am westlichen Rand des in Nordindien liegenden Gebiets der Pahari-Sprachen liegt.
SIL International behandelt den ISO-639-2-Code [him] für die Himachali-/West-Pahari-Sprachen auch als ISO-639-5-Code, während er in der offiziellen Auflistung der Library of Congress, der amtlichen Registrierungseinrichtung für ISO 639-5, nicht geführt wird.
Zur Familie gehören die folgenden Einzelsprachen: Dogri-Kangri (2,2 Mio.), Gaddi (Bhamauri) (120 Tsd.), Churahi (110 Tsd.), Bhattiyali (100 Tsd.), Bilaspuri (300 Tsd.), Kinnauri-Harijani (6 Tsd.), Chambeali (130 Tsd.), Mandeali (800 Tsd.), Mahasu-Pahari (650 Tsd.), Jaunsari (100 Tsd.), Kului (110 Tsd.), Bhadrawahi-Pangwali (90 Tsd.), Pahari-Potwari (200 Tsd.), Hinduri, Sirmauri.